# Johann Schäfer (Journalist)
Johann Schäfer (* 8. März 1893 in Obertiefenbach (Beselich); † 29. Mai 1973) war ein deutscher Wirtschaftsjournalist.

## Leben
Schäfer war Leutnant und Kompanieführer im Ersten Weltkrieg. Nach der Promotion zum Dr. phil. (Das politische Verhalten der Internationale zum Deutsch-französischen Kriege und zur Kommune (1870/71)) im Jahr 1921 in Heidelberg war er Handelsredakteur am Leipziger Tageblatt, in den Jahren 1921 bis 1927 Handelsredakteur am Hamburger Fremdenblatt, von 1927 bis 1933 Leiter des Handelsteils der Kölnischen Zeitung. Im März 1935 wurde er aufgrund einer systemkritischen Veröffentlichung vorübergehend in Schutzhaft genommen.
Ab dem Jahr 1945 leitete er die Abteilung Öffentlichkeitsarbeit für den Unternehmensverband Ruhrbergbau. In den Jahren 1960 bis 1973 leitete er in der Hauptverwaltung Düsseldorf der Friedrich Flick Kommanditgesellschaft die Abteilung Public Relations.